# ديارمويد بايرون أوكونور
ديارمويد بايرون أوكونور (بالإنجليزية: Diarmuid Byron O'Connor)‏ هو فنان بريطاني، ولد في 7 ديسمبر 1964.